# Ручной пулемёт Никонова
Ручной пулемёт Никонова — экспериментальный образец скорострельного ручного пулемёта с высоким темпом стрельбы, разработанный Г.Н.Никоновым.

## Описание
Экспериментальный пулемёт Никонова обр. 1978 г. имеет подвижные стволы, каждый из которых приводится в движение газоотводом соседнего ствола, с синхронизацией движения через реечную передачу, в конструкции отсутствуют привычные затворы. Перед выстрелом один ствол прижимается к торцу казённика, имея патрон в патроннике, второй ствол при этом выдвинут вперёд на длину патрона. При стрельбе стволы поочередно снимаются с гильзы и надеваются на подаваемый патрон. Наличие двух стволов и минимальная возможная величина хода каждого из них, равная длине патрона, позволили обеспечить темп более 3000 выстр./мин.
Один из основных недостатков  пулемёта, выявленных  при испытаниях,  – его слишком высокая скорострельность, обеспечить которую могла лишь ленточная подача патронов, непредусмотренная конструкцией.        
Единственный экземпляр пулемета Никонова хранится в музее «Концерна «Калашников»».